# Геннекен, Иван Пётр
Иван Пётр Геннекен (Иван Петрович Геннекен, собственно Жан-Пьер Эннекен, фр. Jean-Pierre Hennequin; 1770, Мец, Франция — 18 (30) января 1849, Москва) — второй лектор французского языка при Императорском Московском университете.

## Биография
Начальное образование получил в школе бенедиктинцев, по окончании которой поступил в семинарию, желая посвятить себя духовной карьере. В семинарии пробыл всего два года, так как женился и решил заняться литературой. Был товарищем редактора Мозельского журнала. Во время французской революции Геннекен лишился всего своего состояния.
В начале 1800-х годов (не позднее 1808 года) он уехал в Россию и был приглашен преподавателем французского языка в Московское коммерческое училище. В 1827 году был назначен исправляющим должность второго лектора Императорского Московского университета, где читал французскую словесность по руководству Лагарпа и по своей книге. Среди его студентов в 1829/1830 учебном году был В. Г. Белинский.
В 1830 году Геннекен уволился из университета.
Умер 18 (30) января 1849, погребён на иноверческом кладбище на Введенских горах (могила утрачена).

## Труды
Издал в Москве:
- Nouveau cours de rhétorique, à l’usage de la jeunesse des deux sexes; dédié à sa Majesté l’Impératrice Mère par P. Hennequin. Moscou, 1818, 8°.
- Cours de littérature ancienne et moderne contenant un traité complet de poétique, extrait des meilleurs critiques et commentateurs; enrichi de 700 notices sur les poètes les plus célèbres de tous les temps et de toutes les nations. Ouvrage orné de citations et de traductions de différens poètes en français, en latin, en grec, en russe, en anglais, en allemand, en italien, en espagnol et en portugais. Moscou, 1821-22, 4 voll. 8°. — Vol. 1;Vol. 2; Vol. 4;
- Poétique élémentaire extraite du cours de littérature ancienne et moderne contenant un traité complet de poétique enrichi de 950 notices sur les poètes les plus célèbres de tous les temps et de toutes les nations. Moscou, 1828, 8°.
- L’art épistolaire.
- La syntaxe du participe simplifiée. — Moscou, 1828.